# Nokaut (album)
Nokaut – pierwszy oficjalnie wydany album długogrający hip-hopowej grupy Killaz Group w składzie Donguralesko i Kaczor.

## Lista utworów
1. „Start” – 0:34
2. „Jestem szejkiem” (gościnnie: Wall-E) – 4:32
3. „Zjednoczone Emiraty Poznańskie” – 5:01
4. „Autobiografia” – 4:55
5. „O wszystkim i o niczym” (gościnnie: Don Tommalone, Rafi) – 6:02
6. „Grunwaldzka technika” – 3:22
7. „Pod blokiem” – 4:26
8. „Spójrz prawdzie w oczy” – 4:12
9. „Nokautów szkoła” – 3:29
10. „Pewne rzeczy” (gościnnie: Wall-E) – 3:00
11. „Betonowe lasy” – 5:03
12. „Ile elementów?” – 1:46
13. „G.R.U. to mój dom” – 2:47
14. „Sprawdź, co gram” (gościnnie: Wall-E) – 3:58
15. „Mmmm...” – 3:29
16. „Zza szyb automobilu” (gościnnie: Rafi, Czarny) – 4:48
17. „Saga trwa nadal” (gościnnie: Qlop, Bubel) – 5:04
18. „To o nich i dla nich” – 3:39